# Угодчиков, Андрей Григорьевич
Андрей Григорьевич Уго́дчиков (3 ноября 1920 года, г. Ветлуга — 23 октября 2007 года) — советский и российский учёный-механик, специалист в области прочности аппаратов и машин. Доктор технических наук, почётный профессор ННГУ им. Лобачевского, заслуженный деятель науки и техники РСФСР (1975). Почётный член Международной академии наук высшей школы. Член Российского национального комитета по теоретической и прикладной механике.
Внук Георгиевского кавалера, генерал-майора, путешественника-географа Ю. А. Сосновского (1842—1897).
Супруг Ирины Блохиной.

## Биография
В 1928 году их семья переезжает в город Горький (ныне Нижний Новгород), где в том же году Угодчиков поступает в школу № 8, и в 1938 году заканчивает её с отличием. Сразу после её окончания поступает на автотранспортный факультет Горьковского политехнического института.
С началом войны студенты то работали на заводах, то начинали учиться, то рыли противотанковые рвы за Волгой, то рыли окопы, то делали дзоты в районе Павлова. 8 месяцев 1942 года учились и были досрочно выпущены из института в январе 1943 года. Окончило институт около 20 % набора, так как 80 % оказались на фронте. Угодчиков тогда окончил институт с отличием по специальности инженера-механика.
С 1943 по 1946 годы работал на заводах Министерства вооружения СССР. Затем поступает в аспирантуру на специальность «Сопротивление материалов» при Горьковском институте инженеров водного транспорта. В 1950 году защищает кандидатскую диссертацию, а в 1957 году — докторскую. В 1960 году становится профессором.
До 1967 года преподавал в Горьковском инженерно-строительном институте — заведовал кафедрами строительной механики (1958—1966), сопротивления материалов и теории упругости (1966—1967), а с 1967 года переходит в Горьковский государственный университет (ГГУ, ныне Нижегородский государственный университет).
В 1969 году он становится ректором ГГУ и до 1988 года руководит университетом. Затем организует кафедру «Теории упругости и пластичности» и переходит на должность профессора.
Подготовил 15 докторов и 70 кандидатов наук.
Опубликовал более 160 научных статей.
Трудовая и научная деятельность Угодчикова отмечена четырьмя орденами и шестью медалями СССР и Российской Федерации.
В 2003 году ему было присвоено звание «Почётный гражданин Нижегородской области».
2 июля 1941 года женился на Ирине Блохиной.
Похоронен на Бугровском кладбище Нижнего Новгорода (12 кв.).

## Награды
| Год  |                                                                                             |
| ---- | ------------------------------------------------------------------------------------------- |
| 1945 | Медаль «За доблестный труд в Великой Отечественной войне 1941—1945 гг.» (вручена 09.03.93.) |
| 1967 | Медаль «За трудовую доблесть»                                                               |
| 1970 | Медаль «За доблестный труд в ознаменовании 100-летия со дня рождения В. И. Ленина».         |
| 1971 | Орден Трудового Красного Знамени.                                                           |
| 1975 | Почётное звание «Заслуженный деятель науки и техники РСФСР».                                |
| 1976 | Орден «Знак Почёта»                                                                         |
| 1976 | Юбилейная медаль «30 лет победы в Великой Отечественной войне 1941—1945 гг.»                |
| 1980 | Орден Трудового Красного Знамени.                                                           |
| 1995 | Юбилейная медаль «50 лет победы в Великой Отечественной войне1941—1945 гг.»                 |
| 2001 | Орден Почёта                                                                                |
| 2003 | Почётный гражданин Нижегородской области                                                    |

- Почётный профессор ННГУ имени Лобачевского[4]

## Основные научно-методические публикации
| Год  | Название                                                                               | Примечания                                  |
| ---- | -------------------------------------------------------------------------------------- | ------------------------------------------- |
| 1966 | Построение конформно-отображающих функций.                                             |                                             |
| 1970 | Решение краевых задач плоской теории упругости на цифровых и аналоговых машинах        | Совместно с Длугач М. И. и Степановым А. Е. |
| 1971 | Некоторые методы решения на ЭЦВМ физически нелинейных задач теории пластин и оболочек. | Совместно с Коротких Ю. Г.                  |
| 1981 | Оптимизация упругих систем.                                                            | Совместно с Малковым В. П.                  |
| 1986 | Метод граничных элементов в механике деформируемого твердого тела.                     | Совместно с Хуторянским Н. М.               |
| 1992 | Построение конформно-отображающих функций.                                             |                                             |
| 1995 | Пространственные комплексные потенциалы и их приложение в теории упругости.            | Совместно с Богашовым Ф. А.                 |
| 2001 | Решение задач теории упругости методами функций комплексного переменного.              |                                             |